# Адеинка Ойекан
Адеинка Ойекан (англ. Adeyinka Oyekan; 30 июня 1911 — 1 марта 2003) — Оба (король) Лагоса с 1965 по 1 марта 2003 года.

## Ранняя жизнь
Отец Адейинки, принц Кусану Абиола Ойекан, был учителем-методистом, и когда Адеинка повзрослел, его определили в среднюю методистскую школу для мальчиков; затем он обучался в Лагосском Королевском колледже, а после получил квалификацию фармацевта в колледже Яба. Будучи набожным христианином, он был членом методистской церкви Тинубу и учителем воскресной школы. В 1933 году, окончив Высший колледжа Яба, Адеинка Ойекан работал в больнице общего профиля в Лагосе. Позже в качестве фармацевта принимал участие в христианской миссии в Амачаре и Умуахии в тогдашнем Восточно-Центральном штате Нигерии. Во время Второй мировой войны служил медиком-сержантом в 81-й дивизии Британской армии, после окончания военных действий работал в Министерстве здравоохранения Нигерии.

## Правление
После смерти Адениджи Аделя, имевшей место 12 июля 1964 года, установилось междуцарствие, связанное с выходом Нигерии из состава Британской империи. Наконец, в 1965 году королём с согласия правительства независимой республики был провозглашён Адеинка Ойекан, внук Ойекана I был провозглашён Обой. Позже он стал членом Западной палаты вождей; это было во время кризиса в западном регионе Нигерии, который привёл к началу гражданской войны. Ойекан стал вторым королём-христианином после Ибикунле Акитойе. Во время правления он был известен своими пацифистскими взглядами, стал популярен за строительство ряда мостов в городе.

## Смерть
Адеинка Ойекан умер 1 марта 2003 года, был похоронен в Ига Идунганран. 9 августа того же года его преемником стал Рилван Акиолу.